# Wereldkampioenschappen schaatsen junioren 2023
De wereldkampioenschappen schaatsen junioren 2023 vonden 10 tot en met 12 februari 2023 plaats op de overdekte ijsbaan Max Aicher Arena te Inzell, Duitsland.
Het was de 51e editie van het WK voor junioren. Naast de allroundtitels voor jongens (51e) en meisjes (50e) en de wereldtitels in de ploegenachtervolging voor landenteams (21e) waren er voor de veertiende keer wereldtitels op de afstanden te verdienen. De jongens streden voor de wereldtitel op de 500, 1000, 1500 en 5000 meter en de meisjes voor de wereldtitel op de 500, 1000, 1500 en 3000 meter. Verder werden de wereldtitels in de massastart en teamsprint voor de achtste keer vergeven.
Jordan Stolz (18 jaar, zeven medailles, waarvan vijf goud) en Angel Daleman (15 jaar, acht medailles, waarvan zes goud) waren de grootverdieners van het toernooi.

## Programma
| Programma                                                                | Programma                                                     | Programma |
| vrijdag 10 februari                                                      | zaterdag 11 februari                                          | zondag 12 februari |
| ------------------------------------------------------------------------ | ------------------------------------------------------------- | --- |
| 500 m meisjes 500 m jongens 1500 m jongens 1500 m meisjes 1500 m jongens | 1000 m meisjes 1000 m jongens 3000 m meisjes* 5000 m jongens* | Ploegenachtervolging meisjes Ploegenachtervolging jongens Teamsprint meisjes Teamsprint jongens Massastart meisjes Massastart jongens |

* 3000m meisjes en 5000m jongens met kwartetstart 

## Medaillewinnaars

### Jongens
| Onderdeel     | Goud                                                      | Zilver                                                          | Brons                                            |
| ------------- | --------------------------------------------------------- | --------------------------------------------------------------- | ------------------------------------------------ |
| 500 m         | Jordan Stolz                                              | Issa Gunji                                                      | Tim Prins                                        |
| 1000 m        | Jordan Stolz                                              | Tim Prins                                                       | Issa Gunji                                       |
| 1500 m        | Jordan Stolz                                              | Kotaro Kasahara                                                 | Ho-jun Yanga                                     |
| 5000 m        | Sigurd Henriksen                                          | Remco Stam                                                      | Jordan Stolz                                     |
| Allround      | Jordan Stolz                                              | Ho-jun Yang                                                     | Tim Prins                                        |
| Massastart    | Lukáš Steklý                                              | Daniel Hall                                                     | Jordan Stolz                                     |
| Teamsprint    | Verenigde StatenJonathan Tobon Jordan Stolz Auggie Herman | NederlandSijmen Egberts Jenning de Boo Tim Prins                | Zuid-KoreaHo-Jun Yang Kyu-Dam Jun Kyung-Min Koo  |
| Achtervolging | NederlandSijmen Egberts Remco Stam Tim Prins              | NoorwegenDidrik Eng Strand Sigurd Henriksen Emil Pedersen Matre | JapanKoutaro Kasahara Sou Kikuhara Shouma Sasaki |

### Meisjes
| Onderdeel     | Goud                                                     | Zilver                                                     | Brons                                                   |
| ------------- | -------------------------------------------------------- | ---------------------------------------------------------- | ------------------------------------------------------- |
| 500 m         | Serena Pergher                                           | Angel Daleman                                              | Alina Dauranova                                         |
| 1000 m        | Angel Daleman                                            | Alina Dauranova                                            | Greta Myers                                             |
| 1500 m        | Angel Daleman                                            | Jade Groenewoud                                            | Greta Myers                                             |
| 3000 m        | Momoka Horikawa                                          | Jade Groenewoud                                            | Angel Daleman                                           |
| Allround      | Angel Daleman                                            | Greta Myers                                                | Jade Groenewoud                                         |
| Massastart    | Angel Daleman                                            | Chloé Hoogendoorn                                          | Yu-Na Yeong                                             |
| Teamsprint    | NederlandPien Hersman Pien Smit Angel Daleman            | KazachstanAlina Dauranova Alena Lifatova Arina Ilyashhenko | ItaliëGiorgia Fusetto Serena Pergher Giorgia Aiello     |
| Achtervolging | NederlandJade Groenewoud Chloé Hoogendoorn Angel Daleman | Verenigde StatenMarley Soldan Greta Myers Thalia Staehle   | DuitslandMelissa Schaefer Maira Jasch Josephine Schlörb |